# Paz de Praga

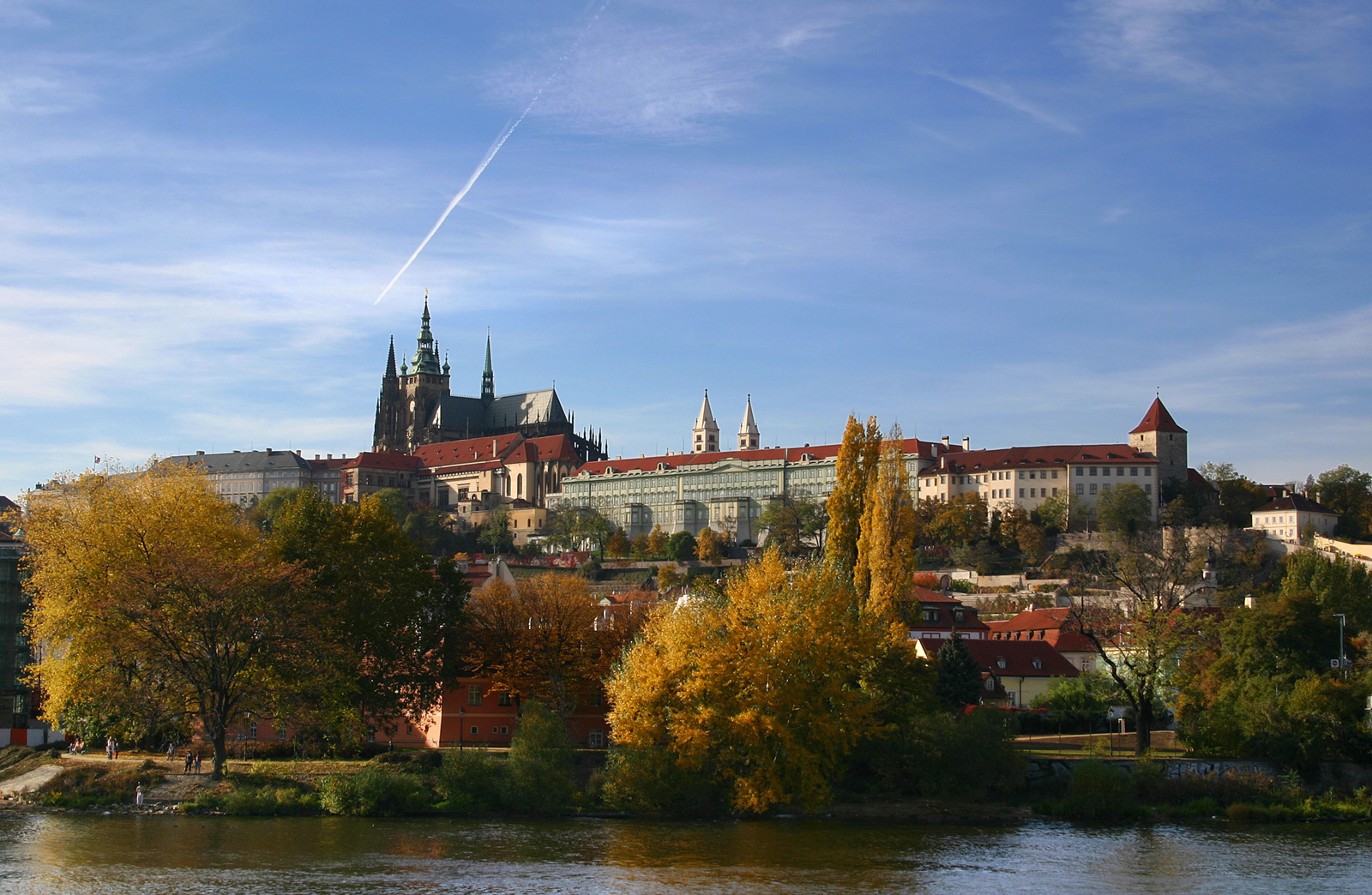
Vista panorámica del Castillo de Praga

La Paz de Praga del 30 de mayo de 1635 fue un tratado entre el emperador del Sacro Imperio Romano Germánico, Fernando II, y la mayoría de los Estados protestantes del Imperio. Puso fin en la práctica a la contienda civil alemana de la guerra de los Treinta Años (1618-1648) que, sin embargo, continuó debido a la intervención en el imperio de España desde los inicios de la guerra con el Tratado de Oñate, de Suecia desde el 20 de julio de 1630 y, desde el 19 de mayo de 1635, Francia.
Las negociaciones para el acuerdo fueron instigadas por el elector de Sajonia, Juan Jorge I que, aunque era un príncipe luterano, no fue, sin embargo, enemigo del emperador hasta el saqueo de Magdeburgo en 1631, cuando firmó un tratado con los suecos. Lo dilatado del conflicto, el fracaso de la rebelión protestante (comenzada en Bohemia), la imposibilidad de restaurar el catolicismo por la fuerza y la necesidad de poner fin a la intervención de potencias extranjeras en los asuntos alemanes animaron a Fernando a hacer concesiones a los príncipes luteranos.
El Electorado de Sajonia, recibiría del emperador por este tratado la Alta y la Baja Lusacia a cambio de luchar contra suecos y franceses.
- Datos: Q1455240